# ムーチー

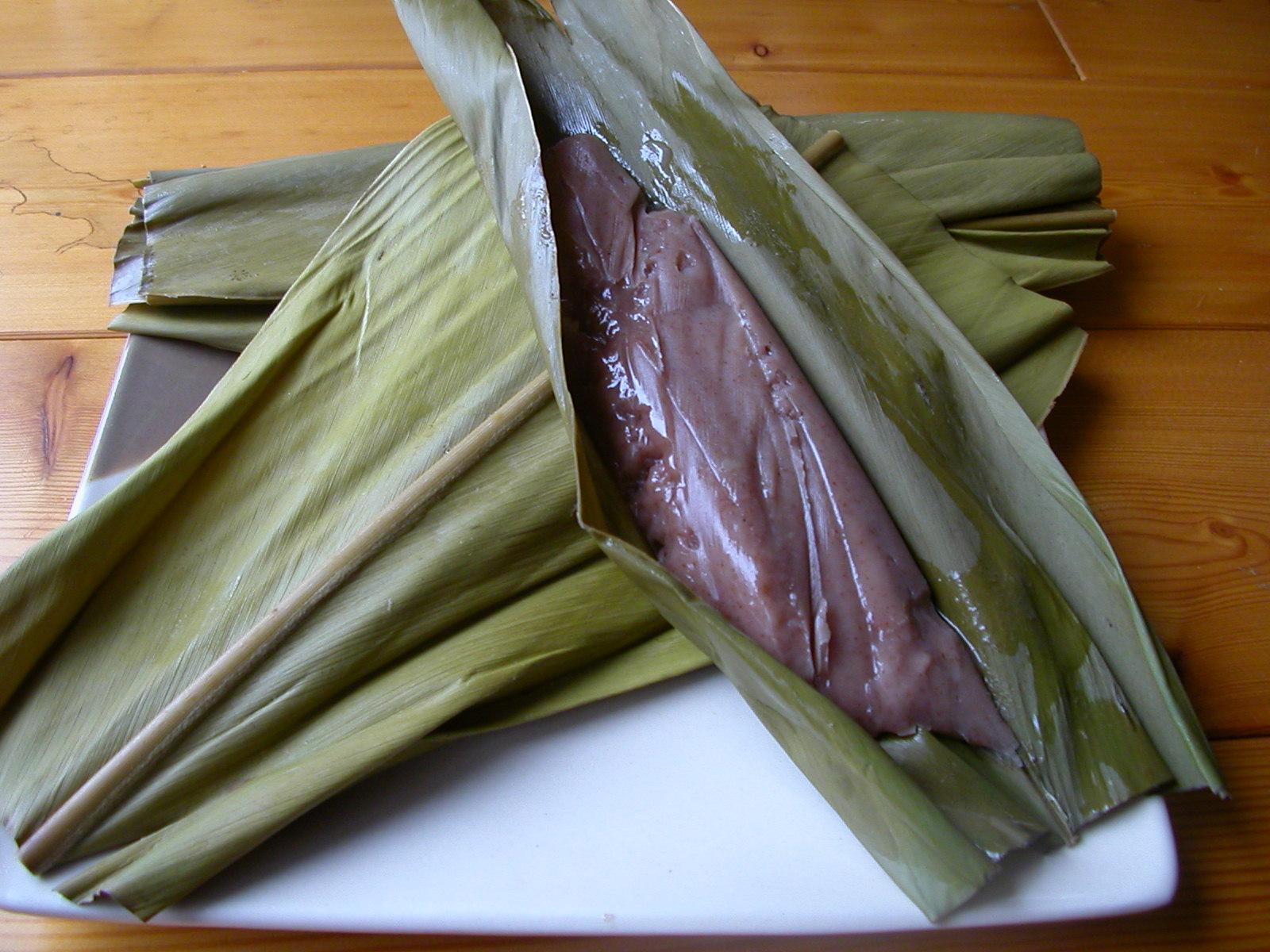
紫芋のムーチー

ムーチー（餅、鬼餅）は、沖縄県の行事、およびそこで食される菓子の一種。「餅」の一種を意味する沖縄方言であり、カーサ（食物を包む葉、この場合は月桃（サンニン）の葉）で巻くことから「カーサムーチー」と呼ばれることもある。餅粉をこね、白糖や黒糖、紅芋などで味付けを行い、月桃の葉で巻き、蒸して作る。旧暦の12月8日（グレゴリオ暦では概ね1月）に、健康・長寿の祈願のため縁起物として食される。ムーチーを食べる旧暦の12月8日（新暦の1月下旬から2月上旬）は沖縄では最も寒い時期であり、この時期の寒さを沖縄方言でムーチービーサ（鬼餅寒）と呼んでいる。

## 由来
「鬼餅」の由来は沖縄本島の民話による。その内容は、昔、首里から大里に移り住んだ男が夜な夜な鬼になって人畜を襲うことから、その男の妹が憂いて、鉄釘入りのムーチー（鉄の塊とする場合もある）を兄に食べさせ、弱ったところを海に蹴り落として殺したというものである。この物語では、ムーチーを蒸すときの月桃のカーサーの香りが浄めの役目を果たす。鬼退治にムーチーが使われたことから「鬼餅」と呼ばれることとなった。
上記の由来から、ムーチーを蒸したとき蒸し汁は家の回りにまき、ムーチーを包んだカーサーは十字形に結んで人の出入りする入口や軒先に吊るし、厄除けをする風習が残る。

## 製法
もち粉にざらめを混ぜた後、水を加えて手でこねて、耳たぶくらいの硬さにする。ぬれた布巾で包んでしばらく寝かした後、生地をおにぎり大に分けて、サンニン（月桃）の葉の裏側にのせて包み、紐で結び30分間蒸す。ウコンの粉末や黒糖、紅芋などを入れて、彩りよく仕上げることもある。サンニンの葉の代わりにクバ（蒲葵）を使っても作られる。

## 分布
沖縄県全体ではなく、宮古と八重山以外、つまり、沖縄本島及びその周辺離島にみられる祭事である。

## 期日
ムーチーは一般的に広く8日に行われるが、沖縄本島中部を中心に7日の村落がみられる。また、数は少ないが、11月1日、12月1日、12月6日という村落もある。 

## 歴史[5]
初めて、鬼餅が姿を見せる書物は、1713年、首里王府によって編集された『琉球国由来記』である。鬼となった兄を妹が退治する有名な起源説話とともに、12月の庚（かのえ）という十干（じっかん）の日に行われていたことが記されている。
300年前、一般家庭でも庚の鬼餅が行われたわけではない。庚の事例は、王府関係者の編集した書物以外には１例も確認されてない。十干は、旧暦の1日や15日のように、月の形をみても特定できない。見極めるには、毎年の新しい暦と、それを読み解く知識が必要であった。沖縄の一般家庭に暦が普及したのは、明治期以降（約120～130年前）とされる。今から300年前、庚の鬼餅が行えるのは、暦を持つ首里那覇の士族層だけであった。このことは、鬼餅の発祥地が首里那覇であることも示している。
1736年、王府によって鬼餅が庚から8日に改定（『球陽』）。現在の8日の鬼餅が誕生した。鬼餅の民間への普及は、月の満ち欠けでおおよそ特定できる8日への改定以降と推測される。

## 庚（かのえ）が8日となる仕組み[7]
ムーチーの期日である7日や8日は、金に属する庚（かのえ）と辛（かのと）という十干の順番から設定された可能性があるという（表．十干と五行と日数の関係、参照）。
| 順番 (日数) | 十干     | 五行 |
| 1           | きのえ   | 木   |
| 1           | 甲       | 木   |
| 2           | きのと   | 木   |
| 2           | 乙       | 木   |
| 3           | ひのえ   | 火   |
| 3           | 丙       | 火   |
| 4           | ひのと   | 火   |
| 4           | 丁       | 火   |
| 5           | つちのえ | 土   |
| 5           | 戊       | 土   |
| 6           | つちのと | 土   |
| 6           | 己       | 土   |
| 7           | かのえ   | 金   |
| 7           | 庚       | 金   |
| 8           | かのと   | 金   |
| 8           | 辛       | 金   |
| 9           | みずのえ | 水   |
| 9           | 壬       | 水   |
| 10          | みずのと | 水   |
| 10          | 癸       | 水   |

根拠として、ムーチーが8日以前は庚であったこと（『球陽』）、期日が7、8日に集中し、6日や9日にはほぼみられないこと、さらに、『琉球国由来記』の起源説話において、舞台が首里の金城（カナグスク）であること、鬼の退治場所となる内金城御嶽の神名はカネノ御イベであること、鬼を退治するために餅に入れるものが鉄・金属（方言でカニ）であることなどが挙げられている。金属と深く関わる鍛冶屋の鞴祭（ふいごまつり）の日にちも7日と8日で、両日をカニの日（金の日）と呼ぶ事例があるという。

## 西原町嘉手苅からの伝播説[5]
『琉球国由来記』には500もの村落の聖地や行事が記されているが、ムーチーが記された地域は、首里城、金城（首里）、周辺離島、そして、嘉手苅（西原町）の4地域だけである。
沖縄本島中部、西原町の嘉手苅のムーチーは、当村落の内間御殿の行事として記されている。内間御殿は、第二尚氏初代国王となる金丸（後の尚円王）の屋敷跡に作られた祭祀施設で、尚円亡き後も、国家の聖地として、永きに渡り整備されてきた。王府の関連施設とは言え、首里から離れた一農村に、当時の最新行事があった点は興味深い。
嘉手苅の一般家庭でも庚の鬼餅が行われたとは考えにくいが、御殿は村落の中央に位置し、周囲には民家が立ち並んでいた。農村では珍しいこの条件を踏まえれば、御殿での鬼餅を村人たちが見聞していたとしても不思議ではない。
嘉手苅と鬼餅の間には興味深い共通点がある。西原町及びその周辺の市町村には、鬼餅を8日に作ると、御茶多真五郎(ウチャタイマグラー)（以下、真五郎で統一）という亡霊に腐らされてしまうため7日に行うという村落がある。真五郎は、内間御殿に隠棲中の金丸の側近であったと伝わる。武人としても有名で、嘉手苅の人であったという［『遺老説伝』（1743）］。
首里以外では早い段階から鬼餅が行われていた嘉手苅（内間御殿）、7日に行う理由とされる武人の所在地は嘉手苅と、鬼餅に関する書物と民間伝承の間に「嘉手苅」という奇妙な一致がみられる。
以上から、次のことが考えられる。嘉手苅では、王府の関連施設の内間御殿が村落中央に位置するという条件から、逸早く一般家庭でも鬼餅が行われるようになった。そして、その鬼餅は7～8日の2日間かけて行われていた。「嘉手苅には古くから鬼餅があり、他と違って、7日から始める」、これに真五郎と縁のある村落という伝承が混ざり、真五郎が原因で７日に行うという伝承が生まれたと考える。これは沖縄本島においては、首里以外では、古い形の鬼餅（7日）は、西原町の嘉手苅一帯から、拡がり始めた可能性を示唆している。
沖縄本島中部では、村落の歴史の新旧によって7日と8日の村落が混在する中、西原町の低地では、7日が根強いのは、同町の嘉手苅にある内間御殿が要因となり、一帯が7日の鬼餅の発祥地であったためと考えられるという。8日のムーチーが沖縄本島中に広まる以前から、他地域に先だって同域には7日のムーチーがみられた。旧来の7日を守った結果、濃密な7日の地帯が形成されたのではないかとされる。